# أدي ميليس
أدي ميليس هي محمية تقع في منطقة دوجوا تيمبيان وريديا في إقليم تيغراي في إثيوبيا. المنطقة محمية من قبل المجتمع المحلي.

## الخصائص البيئية
- المساحة: 65 هكتار
- متوسط ميل الانحدار: 20٪
- المظهر: يتم توجيه المحمية على جانبي سلسلة من التلال باتجاه الشرق والغرب
- - الارتفاع الأدنى: 2163 متر
- الارتفاع الأقصى: 2259 متر
- علم الصفات الحجرية (الليثولوجيا): أنتالو الحجر الجيري
- 2018: دعم مشروع أشجار إثيو

## الإدارة
كقاعدة عامة لا يسمح بتربية المواشي أو قطع الأخشاب. وتُحصد الأعشاب مرة واحدة سنويًا وتُقل إلى مساكن القرية لإطعام الماشية. يتم الحفاظ على التربة والمياه لتعزيز الترشيح ونمو النباتات. أظهرت الملاحظات الميدانية حدوث بعض عمليات الرعي غير القانوني في منطقة المحمية في عام 2018.

## فوائد للمجتمع
إذا وضعنا جانباً مثل هذه المناطق التي تتناسب مع الرؤية طويلة المدى للمجتمعات فقد خُصصت أراضي الحزائيين لاستخدامها من قبل الأجيال القادمة. كما أن لها فوائد مباشرة للمجتمع:
- تحسين توافر المياه الجوفية
- إنتاج العسل
- تحسين المناخ (درجة الحرارة والرطوبة)
- يُعتمد الكربون المحتجز (في المجموع 84 طنً للهكتار، والذي يُعزل بشكل كبير في التربة بالإضافة إلى الغطاء النباتي الخشبي) [1] باستخدام معيار الكربون الطوعي Plan Vivo [3] وبعد ذلك يتم بيع أرصدة الكربون
- ثم يُعاد استثمار الإيرادات في القرى وفقًا لأولويات المجتمعات المحلية [4]

## روابط خارجية
- EthioTrees على موقع Davines
- موقع مشروع EthioTrees
- موقع EthioTrees on Plan Vivo
- لينك لمشروعات الغابات